# Власенко Валерій Миколайович
Валерій Миколайович Власенко (15 жовтня 1959, м. Суми) — український історик, краєзнавець, педагог. Кандидат історичних наук (1999), доцент (2002). Член Національної спілки краєзнавців України (2010), Наукового товариства історії дипломатії і міжнародних відносин (2017) та Сумського обласного осередку Всеукраїнської правозахисної організації «Меморіал» імені Василя Стуса. Дослідник Голодомору в Україні.

## Біографія
Народився 15 жовтня 1959 р. в м. Суми.
У 1977 р. закінчив Сумську середню школу № 18, працював у Сумському машинобудівному науково-виробничому об'єднанні імені М. В. Фрунзе (нині ПАТ «Сумське МНВО»).
З 1977 по 1979 рр. служив у військах Протиповітряної оборони ЗС СРСР. Після служби в армії працював на сумських підприємствах «Насосенергомаш» та «Сумському МНВО ім. М. В. Фрунзе».
З 1982—1986 рр. працює старшим лаборантом, згодом завідувачем лабораторії Сумського кооперативного технікуму.
1990 р. закінчив історичний факультет Харківського державного університету імені О. М. Горького (нині Харківський національний університет ім. В. Н. Каразіна).
Кандидат історичних наук (1999),
У 2009—2012 рр. навчався в докторантурі історичного факультету Київського національного університету імені Тараса Шевченка.
З 1991 р. працює у Сумському державному університеті: завідувач кафедри історії (2003—2009), завідувач кафедри теорії та історії держави і права (2015—2016), завідувач секції історії кафедри конституційного права, теорії та історії держави і права (2016—2020).

## Наукова робота
Сфера наукових інтересів — український національно-визвольний рух кінця ХІХ — початку ХХ ст. та українська еміграція в Центральній та Південно-Східній Європі, регіональна історія, історія кооперації.
Досліджуючи теми міжвоєнної української політичної еміграції в Європі, працював у зарубіжних архівах та наукових бібліотеках Чехії (2009), Болгарії (2010, 2018, 2019), Боснії і Герцеговини (2011), Хорватії (2010), Росії (2011), Сербії (2011, 2016, 2019), Польщі (2015), Румунії (2017, 2018), Фінляндії (2019).
Автор понад 350 наукових та навчально-методичних праць, зокрема у закордонних періодичних виданнях (Болгарія, Молдова, Німеччина, Польща, Румунія, Сербія, США, Хорватія, Чехія), близько 700 статей в енциклопедично-довідкових виданнях, серед яких: «Енциклопедія Сучасної України», «Україна в міжнародних відносинах», енциклопедичний словник-довідник «Сумщина в іменах», «Місця пам'яті української дипломатії».
Брав участь у міжнародних, всеукраїнських і регіональних наукових конференцій. Виступав з лекціями в Софійському імені святого Климента Охридського та Белградському університетах на тему української еміграції на Балканах.
2016 — член програмного комітету Міжнародної наукової конференції «Україністика і слов'янський світ»: з нагоди 25-річчя запровадження україністичних студій на філологічному факультеті Белградського університету (Сербія).
2024 — член програмного комітету Міжнародної наукової конференції «Виклики на перехресті культур. Новий погляд на українсько-сербські культурно-історичні зв'язки» (Белград, Сербія)
З 2019 — член редколегії фахових наукових видань «Україна дипломатична» (Київ), «Зовнішні справи» (Київ), «Європейські історичні студії» (Київ).
Автор наукових розвідок про Надзвичайну дипломатичну місію УНР в Румунії, Українське посольство в Болгарії, Українське культурне об'єднання Болгарії, Союз українських журналістів і письменників на чужині (Відень, Прага), Українське товариство прихильників Ліги Націй, Українське товариство  «Просвіта» в Загребі, Українську громаду в Белграді, Спеціальну службу інформації Румунії (спецслужба), Громадсько-допомоговий комітет української еміграції в Румунії та багато інших. Праці науковця друкувалися в зарубіжних виданнях: «Пороги» (Чехія), «Український історик» (США), «Анамнеза», «Бьлгарска украинистика», «Известия на Института за исторически изследвания» (Болгарія), «Наукові записки УТГІ» (Німеччина), «Rusin» (Молдова), «Ridna Mova» (Польща), «Славистика», «Русинистични студиї» (Сербія), «Analele Universităţii din Craiova. Istorie», «Caietele CNSAS», «Caiete diplomatice», «Danubius», «Revista Transilvania» (Румунія) та інших
Статті Валерія Власенка публікуються на сторінках українських періодичних видань «Архіви України», «Український історичний журнал», «Вісник Київського національного університету імені Тараса Шевченка. Історія», «Вісник Харківського національного університету імені В. Н. Каразіна. Сер.: Історія України. Українознавство: історичні та філософські науки», «Зовнішні справи = UA Foreign Affairs», «Емінак», «Вісник Центрального державного архіву зарубіжної україніки», «Київська старовина», «Історія науки і біографістика», «Наука і суспільство», «Політика і час», «Пам'ятки: археографічний щорічник», «Проблеми всесвітньої історії», «Сіверянський літопис», «Студії з архівної справи та документознавства», «Україна дипломатична», «Ucraina magna», «Проблеми історії України ХІХ — початку ХХ ст.» та інших.
Автор численних статтей у збірниках наукових праць, бере активну участь у наукових заходах: конгресах, конференціях, симпозіумах, круглих столах. Валерія Власенка беззаперечно слід вважати найвідомішим сучасним дослідником української діаспори південнослов'янських земель.

### Дослідження Голодомору
До сфери наукових інтересів Валерія Власенка належить тема Голодомору в Україні. На основі вивчення широкого комплексу архівних та опублікованих матеріалів дослідив передумови, механізми та методи здійснення політики терору голодом на Сумщині у 1932—1933 рр.
Національній трагедії присвячена низка публікацій науковця, зокрема, вступна стаття до «Національної книги пам'яті жертв голодомору 1932—1933 років в Україні. Сумська область», статті «Проблема Голодомору 1932—1933 рр. в Україні на сторінках паризького „Тризуба“», «Голодомор 1932—1933 рр. на Сумщині: до 75-х роковин національної трагедії» у науковій періодиці, публікація у збірнику наукових праць «Причина смерті: українець. З історії вивчення Голодомору 1932—1933 років на Сумщині» та ін.
Брав участь у наукових конференціях, семінарах, круглих столах з питань дослідження Голодомору, виступав на місцевому радіо та телебаченні.
2007 р. став переможцем Всеукраїнського конкурсу науково-пошукових робіт «Голодомор 1932—1933 років. Україна пам'ятає» у номінації «За кращу роботу серед студентів, аспірантів і науковців». Нагороджений Дипломом Президента України та дипломом управління освіти і науки Сумської обласної державної адміністрації.
Переможець Всеукраїнського просвітницько-патріотичного конкурсу вчинених дій щодо вшанування пам'яті жертв Голодомору 1932—1933 років «Голодомор 1932—1933 років. Пам'ять народу» у номінації «Аналітичне дослідження» (2008).
2008 р. був учасником Всеукраїнського уроку пам'яті жертв Голодомору 1932—1933 рр. в Україні, який проводив Президент України Віктор Ющенко у Харківській спеціалізованій школі № 62, трансляція якого відбулася на центральних каналах державного телебачення.

### Краєзнавча робота
Вагомим є внесок науковця у вивчення історії рідного краю. Валерій Власенко був серед фундаторів великого гуманітарного проєкту — створення Енциклопедії Сумщини, з 1996 р. входив до складу науково-редакційної групи, що згодом перетворилася на Регіональну науково-дослідну лабораторію (центр) історичного краєзнавства СумДУ. Результатом багаторічної роботи лабораторії стала фундаментальна праця обсягом понад 700 сторінок — енциклопедичний довідник «Сумщина в іменах». Валерій Миколайович брав участь майже в усіх проєктах лабораторії та розробці низки наукових історичних тем. Ним опубліковано багато статей про органи місцевого самоврядування, фінансові інституції, громадські організації, суд і прокуратуру, навчальні заклади, органи опіки, пресу, установи культури, пам'ятки культури й архітектури, дворянські родини, земських і церковних діячів, політиків, військових, освітян, літераторів і митців.
Автор публікацій з краєзнавства у центральній пресі — газетах "Аспекты 2000. Еженедельник «2000», «Вісті Центральної спілки споживчих товариств України», «Самостійна Україна», «Сейчас», «Українське слово», «Урядовий кур'єр» (Київ), на сторінках сумських видань: «Вісник Сумського державного університету. Серія: Філологічні науки», «Сумський історико-архівний журнал» «Земляки: альманах Сумського земляцтва в Києві», «Сумський краєзнавчий збірник» (Суми), «Сумська старовина», «Конотопські читання», «Путивльський краєзнавчий збірник» тощо, у місцевих ЗМІ — «В двух словах», «Господар», «Данкор», «Новина», «Панорама», «Резонанс», «СПАС», «Славутич», «Суми і сумчани», «Сумщина», «Червоний промінь».
Був ініціатором створення нового наукового видання з архівознавства — «Сумського історико-архівного журналу» (2005), очолював його редакцію (2005—2012). Член науково-методичної ради Державного архіву Сумської області.
2006 — науковий редактор, член редколегії, автор вступної статті книги «Прокуратура Сумщини: історія та сучасність».
Упорядник книг «Василь Филонович. Березневі дні Карпатської України» та «Листи Костя Мацієвича до Симона Петлюри (1920—1923 рр.)».
Автор досліджень про Олексія Анциферова, Сергія Бородаєвського, Миколу Гальковського, Павла Зайцева, Бориса Іваницького, Івана Кобизького, Костя Мацієвича, Івана Мірного, Олексія Одарченка, Олександра Олеся, Володимира та Сергія Тимошенків, Івана Трубу, Василя Филоновича та інших. Нариси про них представлені у книгах «Уродженці Сумщини — учасники Української революції 19171—921 рр.», «Сергій Тимошенко. Повернення» (відзначена дипломом Національної Академії мистецтв України та Українським Пен-клубом), енциклопедіях, довідниках, наукових журналах та збірниках.
Член обласної редакційної колегії тому «Звід пам'яток історії та культури України: Сумська область».
Брав участь у відкритті меморіальної дошки уродженцю Сум, громадсько-політичному і культурному діячеві, шевченкознавцю, члену Української Центральної Ради Павлу Зайцеву на будівлі Сумської класичної гімназії.
2018 р. — член експертної робочої групи при координаційній раді з питань національно-патріотичного виховання при Сумській обласній державній адміністрації.
З ініціативи Валерія Власенка 2013 р. у с. Самотоївка (нині Сумський р-н) встановлено меморіальні дошки уродженцям села та учасникам Української революції 1917—1921 рр., голові Української національної ради Борису Іваницькому та генеральному писарю УНР Івану Мірному.

## Нагороди та відзнаки
- 2006 — лауреат 2-ї премії в галузі україністики Фонду Воляників-Швабінських при Фундації Українського вільного університету в Нью-Йорку.
- Нагороджений Дипломом Міністерства освіти і науки України й Українського інституту національної пам'яті.
- 2009 — Нагороджений Почесною грамотою Міністерства освіти і науки України та Почесною грамотою голови Сумської обласної державної адміністрації.
- 2010 — Нагороджений Грамотою Міністерства освіти і науки України.
- Подяка Національної спілки краєзнавців України.
- 2013 — Нагороджений Дипломом оргкомітету ХІІ Київського Міжнародного фестивалю документальних фільмів «Кінолітопис-2013» в номінації «Фільм духовної тематики» за фільм «Пересопницьке Євангеліє — видатна пам'ятка українського відродження» (співрежисер)[13].
- 2015 — Нагороджений грамотою Департаменту освіти і науки Сумської обласної державної адміністрації.
- 2017 — Лауреат Сумської обласної літературно-краєзнавчо-мистецької премії у номінації «Краєзнавство»[14].
- 2018 — Нагороджений грамотою Департаменту освіти і науки Сумської обласної державної адміністрації та грамотою Сумського міського голови.
- 2020 — медаль «За збереження історії» Всеукраїнського об'єднання громадян «Країна».
- 2020 — Нагрудний знак МОН України «Відмінник освіти».
- 2022 — Почесний диплом Національної академії мистецтв України (№ 58/10) за підготовку наукової праці «Сергій Тимошенко. Повернення» (Харків, 2021), внесок в архітектурознавство і пропагування надбань українського архітектурного стилю[15].

### Окремі видання
- Кредитна кооперація Лівобережної України другої половини ХІХ — початку ХХ ст. : дис. на здобуття наук. ступеня канд. іст. наук: спец.  07.00.01 «Історія України» / Харківський держ. ун-т. — Харків, 1998. — 232 с.
- Кредитна кооперація Лівобережної України другої половини ХІХ — початку ХХ ст. : автореф. дис. на здобуття наук. ступеня канд. іст. наук: спец. 07.00.01 «Історія України» / Харківський держ. ун-т. — Харків, 1998. — 17 с.
- Уродженці Сумщини — учасники Української революції 1917—1921 рр. / Сумської обл. орг. Нац. спілки краєзнавців України. — Суми: Мрія, 2016. — 198 с. : іл., фот.
- «Я ще вернусь…»: Олександр Олесь і Білопільщина: наук.-попул. вид. / авт.: О. Г. Ткаченко, В. М. Власенко, В. О. Садівничий та ін. — Суми: Вид-во СумДУ, 2008. — 216 с.
- Суми: вулицями старого міста: іст.-архіт. альб. / СОГО "ЦСГР «Рідний край» ; авт. текстів: В. М. Власенко та ін. — 4-те вид., перероб. і доп. — Київ: Фолігрант, 2010. — 280 с. : іл. — Текст укр., рос. та англ. мовами.
- Історичний розвиток порубіжжя Північно-Східної України як засіб конструювання загальнонаціональної моделі історичної пам'яті: звіт про НДР [науково-дослідну роботу] / В. Власенко, С. Дегтярьов, В. Нестеренко та ін. — Суми: Вид-во СумДУ, 2017. — 243 с.

### Вибрані публікації
- Агроном і дипломат. Штрихи до біографії Костя Мацієвича / В. Власенко // Політика і час. — 2002. — № 10. — С. 78—86.
- Кость Мацієвич і Український республікансько-демократичний клуб у Празі / В. Власенко // Студії з архівної справи та документознавства. — 2007. — Т. 15. — С. 125—131.
- Проблема Голодомору 1932—1933 рр. в Україні на сторінках паризького «Тризуба» / В. Власенко // Сумська старовина. — 2007. — № ХХІ—ХХІІ. — С. 176—194.
- Увічнемо їх імена // Національна книга пам'яті жертв Голодомору 1932—1933 років в Україні. Сумська область / Укр. ін-т національної пам'яті ; Сумська обл. держ. адміністрація ; обл. редкол.: О. Ф. Лаврик (співголова), О. В. Медуниця (співголова), В. М. Власенко та ін. — Суми: Собор, 2008. — С. 7—34.
- Невідомі листи Костя Мацієвича до Симона Петлюри 1920 р. / В. Власенко  // Пам'ятки: археографічний щорічник. — 2008. — Т. 9. — С. 83—110.
- На ниві науки і мистецтва (до біографій Юрія Русова та Наталії Геркен-Русової) / В. Власенко // Пам'ятки: археографічний щорічник. 2009. — Т. 10. — С. 212—236.
- «Переконаний в тому, що правда вище всього» (Олександр Олесь і паризький тижневик «Тризуб»: листування) / В. Власенко // Сумський історико-архівний журнал. — 2009. — № VІ—VІІ. — С. 79—98.
- Мазепіана міжвоєнної української політичної еміграції у Румунії / В. Власенко // Київська старовина. — 2010. — № 3. — С. 74—82.
- Українська громада у Белграді у міжвоєнний період (за матеріалами паризького «Тризуба») / В. Власенко // Київська старовина. — 2011. — № 1. — С. 123—136.
- З історії встановлення пам'ятника М. Драгоманову в Софії / В. Власенко // Българска украинистика / Софийски ун-т «Св. Климент Охридски». — София, 2012. — № 2. — С. 126—135.
- Філія Українського національного козацького товариства у Болгарії (1923—1936) за матеріалами болгарського і чеського архівів / В. Власенко // Дриновський збірник. — Харків ; Софія, 2012. — Т. 5. — С. 428—443.
- До історії української еміграції у Південно-Східній Європі (Український Червоний Хрест на Балканах) / В. Власенко // Пам'ятки: археографічний щорічник. — 2013. — Т. 14. — С. 75—92.
- Шевченковские дни украинской политической эмиграции в Болгарии в межвоенный период (по материалам парижского еженедельника «Тризуб») / В. Власенко // Известия на Института за исторические изследвания. — София, 2014. — Т. ХХХІ. — № 1. — С. 106—114.
- Консервативно-гетьманське середовище міжвоєнної української еміграції в країнах Південно-Східної Європи (1918—1939 рр.) / В. Власенко // Сумський історико-архівний журнал. — 2015. — № XXV. — С. 56—67.
- Національно-демократичне середовище міжвоєнної української еміграції в країнах Південно-Східної Європи / В. Власенко, В. Гузун // Сумська старовина. — 2016. — № XLVІІІ. — С. 25—49.
- Власенко В. Радикально-націоналістичне середовище міжвоєнної української еміграції в Південно-Східній Європі / В. Власенко // Сумська старовина. — 2016. — № XLІХ. — С. 23—42.
- Натуралізація міжвоєнної української політичної еміграції в Румунії та Югославії / В. Власенко // Правові горизонти. — Суми, 2018. — № 9 (22). — С. 7—12.
- До історії українсько-болгарських дипломатичних відносин (березень 1921 р.) / В. Власенко // Сумська старовина. — 2018. — № LIII. —С. 5—21.
- Міжвоєнна українська політична еміграція в Югославії: відносини з владою / В. Власенко // Україна дипломатична. — Київ, 2019. — Вип. ХХ. — С. 132—140.
- Склад і структура Спеціальної служби інформації Румунії (за матеріалами архівно-слідчої справи Г. Порохівського) / В. Власенко, К. Мурашко // Сумська старовина. — 2020. — № LVI. — С. 21—31.
- Міжвоєнна польська дипломатія й українська політична еміграція на Балканах (Болгарія, Румунія, Югославія) / В. Власенко // Ukraińcy i ich sąsiedzi na przestrzeni wieków: polityka, gospodarka, religia, kultura i życie codzienne. — 2021. — T. II. — C. 157—174.
- Громадсько-політична діяльність Пилипа Чорного в Югославії (за матеріалами його архівно-слідчої справи) / В. Власенко // Русинистични студиї (Нови Сад). — 2021. — Бр. 5. — С. 35—45.
- До епістолярію Костя Мацієвича й Андрія Ніковського у 1920—1921 рр. / В. Власенко // Сумська старовина. — 2022. — № LX. — С. 5—47.
- Гнат Порохівський: штрихи до біографії емігрантського періоду (за матеріалами Галузевого державного архіву Служби зовнішньої розвідки України) / В. Власенко // «Z TARCZĄ ALBO NA TARCZY»: WOJNY W HISTORII CYWILIZACJI ŚWIATOWEJ. Monografia zbiorowa / Red. Ihor Sribniak; Międzynarodowe konsorcjum naukowo-edukacyjne im. Luciena Febvra. — Warszawa ; Paryż, 2022. — S. 192—202.
- Василь Андрієвський — громадсько-політичний діяч української еміграції в Югославії (за матеріалами його архівно-слідчої справи) / В. Власенко // Славистика (Београд). — 2022. — Књ. XXVI. Св. 2. — С. 50—57.
- До літературної творчості Василя Андрієвського / В. М. Власенко, О. С. Курінной // Сумська старовина. — 2023. — № LXII. — С. 35—54.
- Михайло Мухин і журнал «Нова Україна»: псевдоніми і криптоніми / В. М. Власенко // Вісник Харківського національного університету імені В. Н. Каразіна. Сер.: Історія України. Українознавство: історичні та філософські науки. — 2023. — Вип. 37. — С. 45—51.
- Власенко В., Лобко Н. Освіта та наукова діяльність у середовищі української політичної еміграції в Румунії (1920—1940) / В. Власенко, Н. Лобко // Емінак. — 2024. — № 3(47). — С. 240—252.
- Полковник Армії УНР Василь Филонович — організатор українського життя в Болгарії і розвідник (штрихи до біографії, 1921 р.) / В. Власенко, І. Срібняк // Архіви України. — 2024. — № 4 (341). — С. 192—208.
- Кость Мацієвич: агроном, кооператор, дипломат / В. Власенко // Регіональні детермінанти формування соціальних еліт та їх вплив на процеси націє та державотворення в Україні. Сумщина: колективна монографія. — Суми: Триторія, 2024. — С. 226—269.